# 疯狂攀登者
《疯狂攀登者》是投币式街机游戏，由日本物产于1980年生产。游戏后来移植到雅达利2600、红白机、夏普X68000和Virtual Console平台。这是日本物产最获好评的游戏之一。
《疯狂攀登者》先于任天堂1981年的《大金刚》发行，是平台游戏的先驱；游戏是最早以攀楼为题材的电子游戏。